# 拉魯 (阿肯色州)
拉魯（英語：Larue）是位於美國阿肯色州本頓縣的一個非建制地區。該地的面積和人口皆未知。

## 地理
拉魯的座標為36°20′30″N 93°56′46″W / 36.34167°N 93.94611°W，而該地的平均海拔高度為354米（即1161英尺）。